# Paul Deprez
Paul Deprez (Kortrijk, 22 mei 1937) is een voormalig Belgisch bestuurder van een patronale organisatie en politicus voor de CVP, actief als senator, Vlaams volksvertegenwoordiger, Vlaams minister en burgemeester.

## Levensloop
Na middelbare studies aan het Sint-Amandscollege in Kortrijk (retorica 1956) behaalde Deprez het doctoraat in de rechten en het licentiaat in het notariaat in 1961 aan de Katholieke Universiteit Leuven.
Zijn professionele loopbaan verbond hem aan het Verbond van Katholieke Werkgevers, afdeling West-Vlaanderen, later omgedoopt tot Verbond van Kristelijke Werkgevers en Kaderleden (VKW). Hij was er van 1962 tot 1979 secretaris, van 1979 tot 1991 algemeen secretaris en van 1991 tot 2002 beheerder-directeur. Hij was tevens directeur van het sociaal secretariaat Sociaal Hulpbetoon (later gefuseerd tot Acerta), de sociale kas van de christelijke werkgevers in West-Vlaanderen.
Hij was van 1961 tot 1976 lesgever aan het Kortrijkse Vormingsinstituut voor kleine en middelgrote ondernemingen en van 1963 tot 1976 docent aan de Sociale school IPSOC in Kortrijk.

## Parlementaire en ministeriële loopbaan
Deprez volgde in 1983 Albert Lavens op als rechtstreeks verkozen senator voor het arrondissement Kortrijk-Ieper en zetelde in de Senaat tot in 1995, waar hij vooral actief was in de commissie Financiën. In de periode maart 1983-mei 1995 had hij als gevolg van het toen bestaande dubbelmandaat ook zitting in de Vlaamse Raad, de voorloper van het huidige Vlaams Parlement.  
Van 10 december 1985 tot 3 februari 1988 was hij Vlaams minister van Externe Betrekkingen in de regering-Geens II, toen nog Vlaamse Executieve genoemd. Yves Leterme, Sabine de Bethune, Eric Suy en Mimi Kestelijn-Sierens behoorden tot zijn kabinetsmedewerkers. Deprez was de eerste om in de recent opgerichte Vlaamse gewestregering deze portefeuille te beheren. Hij was ook bevoegd voor landinrichting (onder meer ruilverkavelingen, onbevaarbare waterlopen, landbouwwegen), de start van wat een Vlaams Ministerie van Landbouw was.
Beide bevoegdheden gingen gepaard met een delicate overname van federale bevoegdheden, wat niet steeds zonder tegenstand gebeurde. De eerste Vlaamse vertegenwoordigers in het buitenland werden aangesteld. Vanaf het aantreden als minister-president van Luc Van den Brande werd de bevoegdheid buitenlandse betrekkingen meestal toegekend aan de minister-president zelf, soms aan een lid van de Vlaamse regering. De naam wisselde: externe betrekkingen, buitenlandse betrekkingen, buitenlands beleid, buitenlandse zaken.
Bij de eerste rechtstreekse verkiezingen voor het Vlaams Parlement van 21 mei 1995 werd hij verkozen in de kieskring Kortrijk-Roeselare-Tielt. Hij bleef Vlaams volksvertegenwoordiger tot juni 1999. Zijn activiteiten en tussenkomsten in deze assemblee hadden vooral betrekking op werkgelegenheidsbeleid, economische ontwikkeling, arbeidsbemiddeling en de problemen in de textiel- en kledingsector.

## Burgemeester
Van 1971 tot 1976 was Deprez burgemeester van Heestert. Voor hem was zijn vader burgemeester van deze landelijke gemeente.
Na de fusie met omliggende gemeenten werd hij van 1977 tot 1978 eerste schepen van Zwevegem, bevoegd voor financiën, onderwijs en middenstand.
In januari 1989 werd hij burgemeester van de fusiegemeente Zwevegem in opvolging van Jozef Vandevelde, die van 1946 tot aan de fusie in 1976 eerste schepen was, met opeenvolgend Léon-Antoine Bekaert en Antoine Bekaert als burgemeester en die daarna zelf burgemeester werd. Deprez was burgemeester met een homogene CVP-meerderheid tot einde 2006. Hij werd opgevolgd door Claude Vanwelden.
Enkele van zijn realisaties waren:
- de herstructurering van het basis- en secundair onderwijs (uitwisseling en fusies van scholen tussen het vrije en gemeentelijk net);
- de organisatie van een wekelijkse marktdag;
- de oprichting van een gemeentelijk handelscomité;
- de reconversie van drie afgedankte bedrijvensites tot nieuwe bedrijventerreinen;
- de vernieuwing van het centrum van Zwevegem;
- de aanleg van een ringweg rond Zwevegem;
- de bouw van ontmoetingscentra in Zwevegem-centrum, Zwevegem-Knokke, Otegem, Sint-Denijs en Moen;
- realisatie van het eerste sectoraal BPA Zonevreemde bedrijven in Vlaanderen;
- industrieel erfgoed: verwerving, restauratie en herbestemming van beschermde voormalige elektriciteitscentrale;
- afschaffing van de verhaalbelasting op voetpaden en de geleidelijke afbouw van de nijverheidsbelasting op drijfkracht;
- de nieuwbouw of vernieuwbouw van negen gemeentescholen;
- de bouw van nieuwe jeugdlokalen in Zwevegem, Heestert, Moen en Sint-Denijs.

## Voorzitterschappen
- Hij was van 1972 tot 1982 voorzitter van de CVP-afdeling van het arrondissement Kortrijk, van 2005 tot 2012 voorzitter van de vzw Leielandscholen, erevoorzitter van de Fanfare Sint-Cecilia in Heestert en erevoorzitter van het Davidsfonds Heestert.

## Privé
Deprez is getrouwd en het echtpaar kreeg drie kinderen.

## Publicaties
- Heestert-Zwevegem 1970-2006 Terugblik, Heestert, 2016.
- "Niet overdrijven en evenwicht bewaren”, Hoe ik als burgemeester van Heestert en arrondissementeel CVP voorzitter de fusies heb meegemaakt, in: De Leiegouw, uitgave gewijd aan Veertig jaar na de gemeentefusies, Hoe het in Zuid-West-Vlaanderen anders liep dan gepland, Kortrijk, 2017.